# Eduardo Fernández
Eduardo Fernández (Montevideo, 28 luglio 1952) è un chitarrista uruguaiano.
Inizia a studiare la chitarra a 7 anni con Raul Sanchez, un allievo di Andrés Segovia. Completa gli studi con Abel Carlevaro e Guido Santorsola.
Il primo premio all'Uruguayan Guitar Society Competition nel 1971 e al Concorso Internazionale "Segovia" di Palma de Mallorca (Spagna) nel 1975 spianano la strada per il suo debutto a New York nel 1977 e sei anni dopo a Londra (Wigmore Hall), dove firma un importante contratto discografico. Da allora si è esibito in Europa, America Latina, Giappone, Corea del Sud, Hong Kong, Taiwan e Cina, pubblicando numerosi dischi sia come solista che con orchestra. Tiene regolarmente master class a San Paulo, Buenos Aires e nelle più importanti città del mondo. Si occupa anche di studi musicologici; nel 2003 ha pubblicato un libro di approfondimenti sulla musica di Johann Sebastian Bach, delle cui composizioni per liuto - trascritte per chitarra - è uno dei più apprezzati interpreti.